# تپه کیله چالان
تپه کیله چالان مربوط به اواخر دوران‌های تاریخی پس از اسلام است و در شهرستان بوئین‌زهرا، بخش آوج، روستای ساغران سفلی واقع شده و این اثر در تاریخ ۲۵ اسفند ۱۳۸۰ با شمارهٔ ثبت ۵۴۹۸ به‌عنوان یکی از آثار ملی ایران به ثبت رسیده است.